# Artocarpus mariannensis
¡'Artocarpus mariannensis és una espècie de planta amb flors del gènere Artocarpus de la família de les moràcies nativa de les illes Mariannes i l'illa Carolina.
Aquest tàxon va ser publicat per primer cop l'any 1847 a la revista Annales des Sciences Naturelles; Botanique pel botànic francès Auguste Trécul.Saccus mariannensis (Trécul) Kuntze és sinònims d'Artocarpus mariannensis: